# Signes d'identification de la qualité et de l'origine
« SIQO » redirige ici. Pour l’article homophone, voir Sicko.
En France, les signes d’identification de la qualité et de l'origine (SIQO) regroupent un ensemble de démarches qui garantissent que des produits agroalimentaires répondent à des caractéristiques particulières et contrôlées.
Leur gestion est confiée à l’Institut national de l’origine et de la qualité (INAO).
Ils sont de plusieurs types :
- L'appellation d'origine contrôlée produits de France (INAO), l'appellation d'origine protégée (UE), l'indication géographique protégée (UE) et la spécialité traditionnelle garantie (UE) attestant la qualité liée à l’origine ou à la tradition;
- Le Label Rouge produits de France (INAO), label agricole attestant la qualité supérieure;
- La mention agriculture biologique produits de France (INAO), attestant la qualité environnementale.

Ces démarches font partie des modes de valorisation des produits agricoles, forestiers ou alimentaires et les produits de la mer définis dans l'ordonnance 2006-1547 du 7 décembre 2006.